# Arco composto

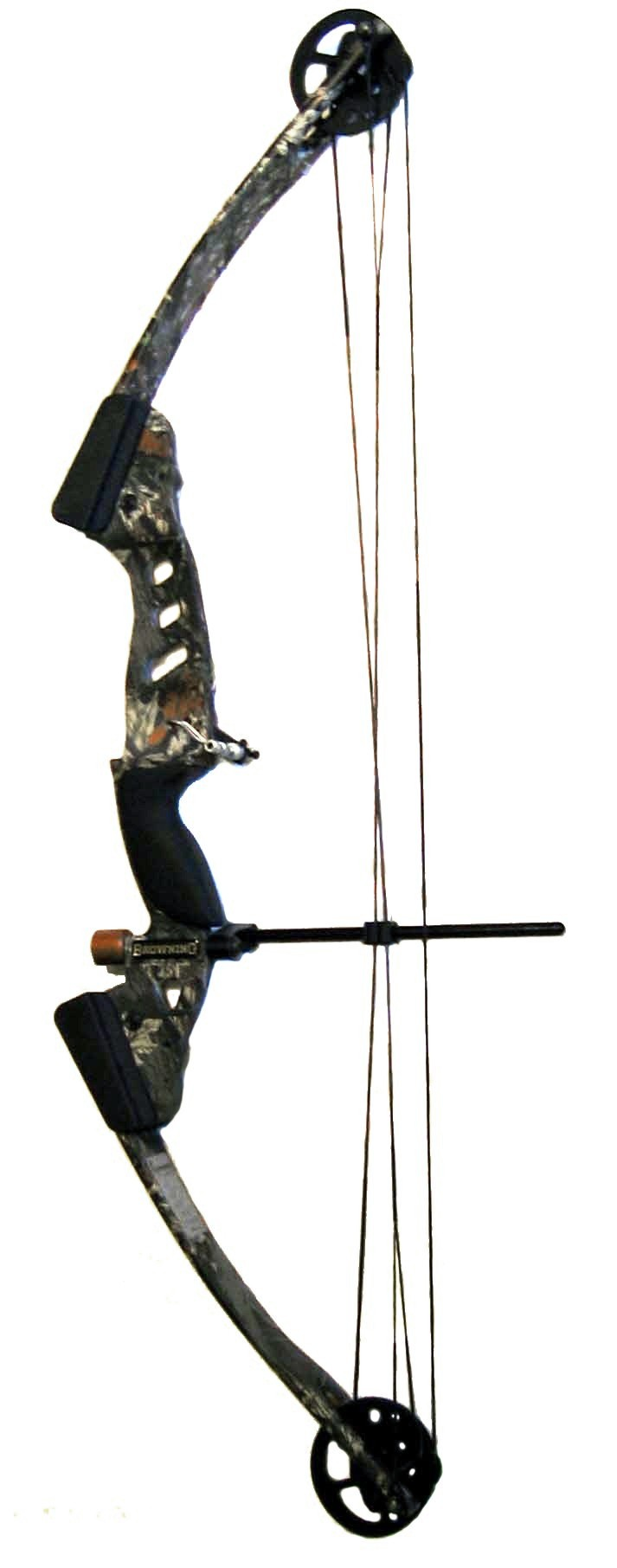
Arco Composto

Um arco composto ou arco de polias é um arco moderno que utiliza sistemas de alavancas, cabos, polia ou roldanas, para minimizar os esforços do arqueiro ao final da puxada e proporcionar uma facilidade maior no tiro.
O arco composto nesta arquitetura foi primeiramente desenvolvido e patenteado por Holless Wilbur Allen, E.U.A. Patente No. 3 486 495,  no estado do Missouri em 1967 e tornou-se cada vez mais popular nos Estados Unidos da América.

## Funcionamento
Os membros de um arco composto são geralmente muito mais rígidos do que os de um arco recurvo ou de um arco longo (como os arcos longos ingleses de madeira de teixo). Essa rigidez dos membros aumenta a eficiência do arco composto na produção de energia em relação aos outros tipos de arcos, por outro lado, dificulta a ação do arqueiro diretamente sobre a corda. Por isso, o arco composto tem sua corda ligada a polias de um membro ou de ambos, que tem um ou mais cabos anexados ao membro oposto. Quando a corda é levada para trás, as polias puxam os cabos, que por sua vez fazem com que os membros se curvem e, assim, acumulem a energia necessária no tiro.
A utilização desse sistema dá ao arco composto uma característica especial: os membros se curvam e armazenam energia até um ponto máximo, um pico. É aí que eles se fixam. Em vez de o arqueiro ter que manter a corda sob sua força, o arco armazena essa força até a chegada hora de passar toda esse potencial em energia para a flecha, transformando a energia potencial em energia cinética (a energia do movimento).
O arco composto é pouco afetado por mudanças de temperatura e umidade, e oferece ao seu usuário, teoricamente, uma melhor precisão, velocidade e alcance, em comparação com outros arcos.

## Composição
O encaixe central dos arcos compostos são normalmente feitos de alumínio ou magnésio. Esse encaixe é a parte do arco onde estão acoplados o estabilizador, o visor e a base onde a flecha é inserida. Ele é projetado para ser tão rígido quanto possível. Alguns desses encaixes são feitos de uma liga de alumínio 6 061, produzida especialmente para aviões.
Membros feitos de materiais compostos são capazes de suportar altas tensões e forças de compressão. Os membros armazenam toda a energia do arco. Nenhuma energia é armazenada nos cabos.
Na configuração mais comum, pode haver polias no final de cada membro. A forma da polia pode variar um pouco entre os diversos modelos de arco. Existem vários conceitos da utilização de polias para armazenar energia nos membros, conceitos que caem no âmbito de uma categoria chamada de arcos excêntricos. Os quatro tipos mais comuns de arcos excêntricos são Single Cam (polia única), Dual Cam (polia dupla) ou Twin Can (gemea) Hybrid Cam (polia híbrida) e Binary Cam (polia binária). No entanto, existem também modelos menos comuns como Quad Cam e Hinged (articulado).
As cordas e os cabos do arco composto são normalmente feitos de Dacrom (poliéster) Vectran, Dinnena entre outros materiais, e são concebidos para ter uma grande força tensora e minimizar o esforço do arqueiro ao puxar a corda, a fim de que o arco transfira sua energia para a flecha de forma tão eficiente quanto possível e duradoura. Nos modelos mais antigos de arcos compostos, os cabos eram muitas vezes feitos de aço revestido de plástico.

## Vantagens sobre os arcos tradicionais

### Vantagens técnicas

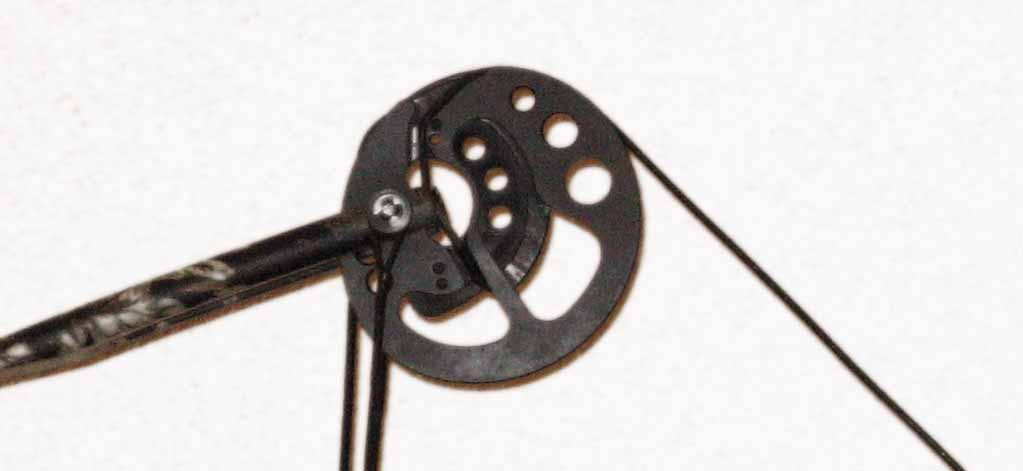
O eixo da polia é fixado fora do centro.

- O arco composto possui uma peculiaridade, pela qual o esforço feito pelo arqueiro atinge um pico quando o estiramento da corda chega a um valor de 65% a 80% do seu máximo (podendo chegar a 99% em alguns modelos), vindo depois disso a "ceder" sem contudo perder a tensão aplicada anteriormente na corda. Isso ocorre porque os eixos dos polias são montados na borda e não no seu centro. Quando a corda é puxada, as polias giram e forçam os membros, comprimindo-os. Depois que a polia gira completamente em seu eixo, uma menor quantidade de força deve ser aplicada à corda para manter os membros sob compressão, dando ao arqueiro um tempo maior para mirar com o arco tensionado.
- Com isso arqueiro tem condições de realizar um tiro com uma tensão no arco muito maior do que teria em um arco convencional.
- O arco é resistente a mudanças de temperatura e umidade, o que lhe confere precisão, potência e alcance superiores em comparação com arcos feitos de materiais naturais, como o clássico longbow.
- O sistema de polias normalmente irá incluir alguns blocos cobertos de borracha que funcionam como um fixador. O arqueiro puxa até um determinado ponto e então ele "fixa" nesse ponto, que pode ser ajustado de acordo com a extensão natural da força do arqueiro. Isso ajuda o arqueiro a conseguir um "ponto de âncora" e uma consistente quantidade de força concedida à flecha em todos os disparos, aumentando ainda mais a precisão.
- Também, a concepção das polias controla diretamente a aceleração da flecha. Um "polia suave" irá acelerar a flecha mais suavemente do que uma forma mais agressiva de polia.  Arcos podem ser concebidos de formas variadas, que vão de um aspecto moderado a um aspecto agressivo. Arqueiros novatos podem preferir disparar com arcos de polias moderadas, enquanto arqueiros mais avançados irão preferir designs mais agressivos.
- Sistemas de polias modernas usam uma única polia na parte inferior do arco e uma roda balanceada no topo do arco, em vez de duas polias idênticas, estes são freqüentemente chamados de Solocam bows. Este design elimina a necessidade de duas cordas separadas. Em vez disso, utiliza uma única corda que começa com a polia na parte inferior do arco, passa pela roda em cima, em torno do polia na parte inferior novamente, e acaba anexada ao membro superior. Solocam bows são geralmente mais potentes que os arcos compostos antigos; atingem velocidades próximas a 100 m/s. Para mudar a extensão da estiragem do solocam bow, uma outra polia e uma outra corda são normalmente necessárias, pelo fato de que estes arcos serem menos ajustáveis.
- O arco composto é mais silencioso quando a corda é liberada do que um arco longo ou um arco recurvo, fazendo do composto uma escolha mais apropriada para uma caçada.

### Vantagens circunstanciais
- Arqueiros em competições de arquearia moderna geralmente usam um auxiliar de liberação para manter a corda estável. Ele é anexado à corda do arco em um ponto e permite ao arqueiro libertá-la com o apertar de um disparador. O uso desse auxiliar é uma grande vantagem porque a liberação mecânica solta a corda de forma similar todas as vezes que se tocar no disparador, o que não acontece na liberação com o dedo.
- Competições de arquearia composta (ao contrário da recurva e tradicional arquearia) geralmente permitem o uso de uma escala.
- Estabilizadores e amortecedores são particularmente bem desenvolvidos para o arco composto. Eles oferecem uma precisão maior ainda ao arqueiro, através da redução do movimento do arco quando a corda é liberada.

### Desvantagens circunstanciais
O tamanho relativamente baixo de um arco composto, comparado ao recurvo, torna-o mais sensível a certas mudanças de postura do arqueiro. Em particular, é comum giro do arco em torno do seu eixo vertical, levando a erros de lateralidade.

## Valores descritivos

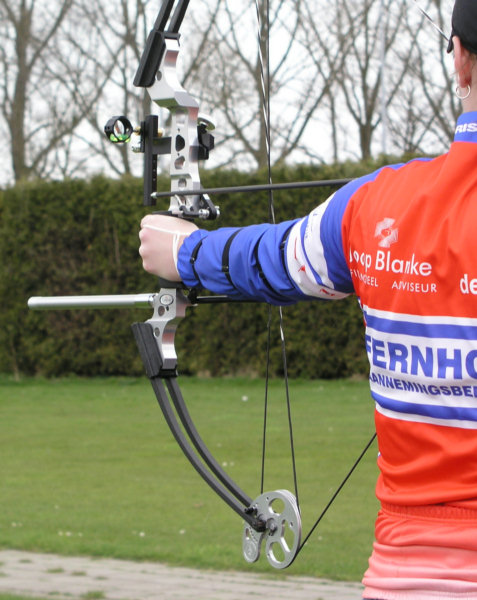
Arco Composto em Execução

A extensão da estiragem é a distância entre a corda em plena estiragem, ou seja, quando ela está esticada, e o ponto mais baixo sobre a aderência mais 1,75 polegadas (4,45 centímetros). Como a força de estiragem pode aumentar mais rapidamente ou mais lentamente, e também ser solta rápida ou lentamente quando se aproxima do pico, arcos com a mesma força do pico podem armazenar diferentes quantidades de energia. Nobert Mullaney definiu a energia armazenada para a força do "pico" (S.E/P.D.F). Trata-se normalmente em torno de 3 J/kg; mas pode chegar até a 4,2 J/kg. A eficiência dos arcos também varia. Normalmente entre 70%-80% da energia armazenada é transferida para a seta. Esta energia é denominada energia potencial. Quando transferida para a seta é transformada em energia cinética. O produto da SE/PDF e a eficiência pode ser chamado de fator potência. Há dois padrões de medição desta quantidade: AMO e IBO. AMO é definido como a velocidade inicial de uma seta de 35 g quando atirada de um arco cuja força do pico é de 270 N e a extensão da estiragem é de 76 centímetros. IBO é a velocidade inicial de uma seta com 22,7 g atirada de um arco como uma força do pico de 300 N e uma extensão de estiragem de 76 centímetros.
Brace Height é a distância do centro do arco, o encaixe central, até a corda em repouso. Tipicamente, um Brace Height curto resulta em um aumento da potência do arco.

## Flechas
Flechas usadas em arcos compostos pouco diferem das usadas em arcos recurvos. A haste das setas usadas pelo arco composto são geralmente feitas de uma liga de alumínio ou de fibra de carbono, ou de uma combinação destes. Devido a maior força das setas modernas, tais setas são usadas em arcos compostos. Caso fossem feitas de madeira, como as setas destinadas a arcos recurvos, possivelmente a haste se quebraria frente a força superior do arco composto, dirigindo a haste quebrada ao braço do atirador ou então a seta se estilhaçaria em razão da alteração da força aplicada a ela no lançamento. Os fabricantes também produzem setas com comprimento e rigidez diferentes, e no mesmo modelo de haste, para acomodar diferentes forças e extensões de estiragem.